# Daleks - Il futuro fra un milione di anni
Daleks - Il futuro fra un milione di anni (Daleks' Invasion Earth 2150 A.D.) è un film del 1966 diretto da Gordon Flemyng.
Film di fantascienza distopica britannico, remake dell'avventura The Dalek Invasion of Earth della serie televisiva classica Doctor Who con Peter Cushing nella parte del Dottore.

## Trama
Il Doctor Who si trova occasionalmente a Londra con il suo TARDIS in compagnia delle nipoti Susan e Louise. Il poliziotto Tom Campbell, nel tentativo di sventare una rapina in una gioielleria, entra nel TARDIS scambiandolo per una vera cabina della polizia britannica e viene così trasportato nel futuro, assieme al Dottore, fino all'anno 2150.
Giunto a destinazione il quartetto capita in una Londra del futuro devastata da un'invasione dei malvagi Dalek. I pochi superstiti vivono nella metropolitana, organizzando una resistenza, mentre gli umani catturati vengono trasformati dai Dalek in una sorta di automi con il ruolo di poliziotti.
A capo della resistenza Dortmun, coadiuvato da Wyler e Davis. Questi ultimi soccorrono Susan e Louise, portandole al riparo nei sotterranei di Londra, mentre il Dottore e Tom vengono catturati dai Dalek. Condotti a bordo del disco volante alieno, il Dottore e Tom stanno per essere trasformati in Roboman, quando la resistenza terrestre organizza un attacco per liberarli e distruggere l'astronave aliena. Ma i terrestri vengono sconfitti e uccisi. Pochi si salvano, tra questi Dortmun, Wyler e Davis.
Susan e Tom, rimasti imprigionati a bordo dell'astronave, si nascondono mentre questa si dirige verso una miniera a Bedford, Wyler soccorre Susan, portandola al rifugio, dove li aspetta Dortmun. I tre decidono di partire per Bedford, ma, incrociato un gruppo di Dalek, Dortmun si sacrifica per proteggere Wyler e Susan e permettere loro la fuga.
Nel frattempo il Doctor Who e Davis, scampati anch'essi al contrattacco alieno, si dirigono anch'essi verso la miniera. Qui i Dalek stanno scavando la crosta terrestre con il proposito di collocarvi un ordigno che farà scoprire il nucleo magnetico della Terra, in modo da pilotarla verso il loro pianeta natale Skaro, al fine di utilizzarla come colonia.
Il Dottore, coadiuvato dai suoi compagni di viaggio, sventa il piano degli extraterrestri distruggendoli e liberando così la Terra dal loro giogo.

## Produzione

### Soggetto
Il film è una trasposizione di un'avventura con protagonista il Primo Dottore, interpretato da William Hartnell. Più esattamente si tratta del remake cinematografico della seconda avventura della seconda stagione The Dalek Invasion of Earth, diretta da Richard Martin e scritta da Terry Nation, trasmessa dalla BBC in 6 puntate da 25 minuti l'una a partire dal 21 novembre 1964.

### Cast
Peter Cushing riprende il personaggio del Primo Dottore, già interpretato nel precedente film Dr. Who and the Daleks. Al suo fianco ha come compagni di viaggio le nipoti Susan (di cui è il nonno) e Louise (di cui è lo zio), oltre all'occasionale compagno Tom Campbell.
Mentre il personaggio di Susan (Roberta Tovey) era già presente nella serie televisiva ed è stato riproposto (seppure qui ritratta come una bambina, anziché un'adolescente) dopo la prima apparizione nel film Dr. Who and the Daleks, il personaggio di Louise (Jill Curzon) è del tutto inedito e appare solamente in questo film.
Bernard Cribbins, che interpreta il poliziotto Tom Campbell, riapparirà in seguito nella nuova serie televisiva del Doctor Who iniziata nel 2005, nella parte di Wilfred Mott, nonno della compagna di viaggio del Decimo Dottore, Donna Noble.
Andrew Keir, che qui interpreta uno dei leader della resistenza terrestre contro l'invasione dei Dalek, Wyler, l'anno seguente indosserà i panni del Professor Quatermass nel terzo film della saga cinematografica, anch'essa tratta da alcune miniserie televisive della BBC, L'astronave degli esseri perduti (Quatermass and the Pit), diretto da Roy Ward Baker.

### Set
La produzione dei due film del Doctor Who fu particolarmente dispendiosa. Per rientrare nei costi i set dei film vennero riutilizzati dalla casa di produzione Amicus nella realizzazione di altri film. In particolare i set di Daleks - Il futuro fra un milione di anni vennero riciclati nella produzione di La morte scarlatta viene dallo spazio (They Came from Beyond Space), dell'anno successivo.

## Colonna sonora
La colonna sonora del film è composta da Barry Gray più tardi noto come autore delle musiche delle serie televisive di Gerry e Sylvia Anderson, quali ad esempio UFO e Spazio 1999.

## Distribuzione
Il film è stato distribuito nei cinema britannici il 5 agosto 1966 con il titolo Daleks' Invasion Earth 2150 A.D.. Titolo alternativo con cui è stato distribuito nel Regno Unito è Invasion Earth 2150 A.D..
Negli Stati Uniti il film è stato trasmesso in televisione con il titolo Daleks Invade Earth 2150 A.D. e in home video come Dr. Who: Daleks Invasion Earth 2150 A.D..
In Italia, dove è stata doppiata e distribuita con il titolo Daleks - Il futuro fra un milione di anni, la pellicola rappresenta anche il primissimo approccio del pubblico italiano con il personaggio del Doctor Who, poiché il precedente film Dr. Who and the Daleks non era stato doppiato né distribuito, mentre la serie televisiva del Doctor Who non arriverà che tra il 1980 e il 1981, grazie al doppiaggio di alcune avventure della dodicesima e tredicesima stagione con protagonista il Quarto Dottore interpretato da Tom Baker. 
In home video il film è arrivato in Italia per la prima volta nel 1987 in una VHS dal titolo Daleks edita dalla DB Video e presentava il doppiaggio originale.
Nel 2009, il film Daleks - Il futuro fra un milione di anni è stato distribuito in home video dalla Sinister Video in un doppio DVD, unitamente a Dr. Who and the Daleks, distribuito così per la prima volta direttamente in home video, non doppiato ma solamente sottotitolato.
Una seconda edizione del DVD della Sinister Video è uscita nel 2020 e presentava alcune leggere modifiche, quella notevole è l'aggiunta dei due trailer originali britannici del primo e del secondo film sui Dalek.
Il 24 maggio 2023 il film è stato distribuito per la prima volta in Blu-Ray in edizione italiana e il cofanetto è stato chiamato Dr. Who Film Collection, Edizione commemorativa del 60º anniversario, edito sempre da Sinister Film. Il cofanetto ricalca i suoi predecessori in formato DVD per quanto riguarda i film ma presenta l'aggiunta di numerosi contenuti extra, di un poster rappresentante una delle locandine originali realizzate da Renato Casaro e di un booklet curato dal Doctor Who Italian Club.

## Critica
(Doctor-Who.it)